# L'Étrange Festival 2024
L'Étrange Festival 2024, 30e édition du festival, se déroule du 3 au 15 septembre 2024.

## Déroulement et faits marquants
La programmation est révélée fin août 2024.
Le 15 septembre 2024, le palmarès est dévoilé : le film Kill de Nikhil Nagesh Bhat remporte le Grand Prix Nouveau Genre alors que le film La Jeune Femme à l'aiguille de Magnus Von Horn remporte le prix du public.

## Sélection

### En compétition
- Sayara de Can Evrenol
- Exhuma de Jang Jae-hyeon
- La Jeune Femme à l'aiguille de Magnus Von Horn
- Kill de Nikhil Nagesh Bhat
- Escape From the 21st Century de Yang Li
- Les âmes propres de Anja Kreis
- Gold Boy de Shūsuke Kaneko
- House of Sayuri de Kōji Shiraishi
- Peg O'My Heart de Nick Cheung
- Des Teufels Bad de Veronika Franz et Severin Fiala
- Swimming Home de Justin Andersonl
- Sanatorium Under the Sign of the Hourglass des Frères Quay

### Ouverture
- Sanatorium Under the Sign of the Hourglass des Frères Quay

### Clôture
- The Coldest City de Feng Yang

### Mondovision
- Steppenwolf de Adilkhan Yerzhanov
- Memoir of a Snail de Adam Elliot
- The Visitor de Bruce LaBruce
- The Box Man de Gakuryū Ishii
- Dragon Dilatation de Bertrand Mandico
- Eye for an Eye de Yang Bingjia
- Eye for an Eye 2 de Yang Bingjia
- Makamisa: Phantasm of Revenge de Khavn
- Timestalker de Alice Lowe
- Veni vidi vici de Daniel Hoesl et Julia Niemann
- Maldoror de Fabrice Du Welz

### Nouveaux talents
- Else de Thibault Emin
- Schirkoa : In Lies We Trust de Ishan Shukla
- Gazer de Ryan J. Sloan
- Rock Bottom de María Trénor
- Kidnapping Inc. de Bruno Mourral
- Exorcism Chronicles: the beginning de Kim Dong-chul
- Body Odyssey de Grazia Tricarico

### Séances spéciales
- Tusk de Alejandro Jodorowsky
- Duel à Monte-Carlo Del Norte de Bill Plympton
- La Passion selon Béatrice de Fabrice Du Welz
- Gaumont, L'Étrange Anthologie de Sylvain Perret
- Latex Kid de Fran Gas
- Alien Nation: Autopsie d'un Monstre Artistique de Delphine Sanchez

### Carte Blanche àFlying Lotus
- Le Voleur et le Cordonnier de Richard Williams
- Interface de Justin Tomchuk
- Eraserhead de David Lynch
- Cemetery of Splendour de Apichatpong Weerasethakul
- Thunder de Takashi Itō
- The Moon de Takashi Itō

### Carte Blanche àJ.G. Thirlwell
- Enter the Void de Gaspar Noé
- Réveil dans la terreur de Ted Kotcheff
- Disco Dancer de Babbar Subhash
- Mandy de Panos Cosmatos
- La Soif du mal de Orson Welles

### Carte Blanche àCoralie Fargeat
- Blue Ruin de Jeremy Saulnier
- The Voices de Marjane Satrapi
- Point limite zéro de Richard C. Sarafian

### Carte Blanche àNoémie Merlant
- Freaks de Tod Browning
- Ichi the killer de Takashi Miike
- La colline a des yeux de Wes Craven

### Carte Blanche àStéphan Castang
- Le monstre est vivant de Larry Cohen
- Street Trash de Jim Muro
- Apocalypse 2024 de L.Q. Jones

### Carte Blanche àAlexis Langlois
- The Last of England de Derek Jarman
- The Doom Generation de Gregg Araki
- I Was a Teenage Serial Killer de Sarah Jacobson
- L'Inconnu de Tod Browning

### FocusMariano Baino
- Dark Waters
- Astrid's Saints

### Hommage àRoger Corman
- The Intruder
- Le Masque de la mort rouge
- Gas-s-s-s

### Les pépites de L'Étrange
- The Crazy Family de Sogo Ishii
- The Fall de Tarsem Singh
- Love Is the Devil de John Maybury
- The Glass House de Tom Gries
- Bona de Lino Brocka
- La Légende de la sirène de Toshiharu Ikeda
- My Left Eye Sees Ghosts de Johnnie To et Wai Ka-fai
- L'Évangile selon saint Matthieu de Pier Paolo Pasolini
- The Killing of America de Sheldon Renan
- La Cible dans l'œil de Paolo Cavara

## Palmarès
- Grand Prix Nouveau Genre : Kill de Nikhil Nagesh Bhat
- Prix du public : La Jeune Femme à l'aiguille de Magnus Von Horn
- Prix du Jury Court Métrage : Rusalochka de Dasha Charusha
- Prix du Public Court-Métrage : Chew de Félix Dobaire